# Nanette Workman
Pour les articles homonymes, voir Workman.
Nanette Joan Workman, est une chanteuse et actrice américaine née le 20 novembre 1945 dans le Bronx aux États-Unis. Elle a grandi à Jackson (Mississippi) et y a commencé sa carrière. Son père Ernest Workman, fut trompettiste pour l'orchestre de Tommy Dorsey, sa mère Beatryce Kreisman, a été chanteuse de music-hall et choriste pour la comédie musicale Naughty Marietta, au New York City Opera Company. 
Elle chante en français et en anglais et est devenue une star au Québec après sa rencontre avec Tony Roman en 1965. Elle a été choriste pour Johnny Hallyday, les Rolling Stones, John Lennon et Ringo Starr. Elle a également participé à des albums de Doris Troy, Gary Wright et Mahogany Rush ainsi qu'à l'opéra rock Starmania de Luc Plamondon et Michel Berger (dans lequel elle joue le rôle de Sadia). Elle a aussi participé à La Légende de Jimmy du tandem Plamondon-Berger.

## Biographie

### Jeunesse et formation
Née dans le Bronx, un arrondissement de la ville de New York, elle grandit toutefois à Jackson au Mississippi et alors qu'elle n'est encore qu'une petite fille de 11 ans, elle étudie le piano et apparait dans l'émission pour enfants Mr Magic, par la suite, elle anime sa propre émission pour adolescents intitulée Teen Tempos. Après avoir été diplômée de l'école Provine High School, elle va à l'université Southern Mississippi à Hattiesburg, par la suite elle quitte à 18 ans pour tenter sa chance à  Broadway. Après avoir étudié avec brio l'exemple de la comédie musicale How to Succeed in Business Without Really Trying (Comment réussir en affaires sans vraiment essayer), elle joua le rôle-titre de Rosemary en 1964, elle garde ce rôle durant toutes les représentations estivales. En 1966, elle rencontre Tony Roman, ce dernier développe et exploite son côté francophone en lui faisant enregistrer le classique de Gilbert Bécaud Et maintenant, cette chanson restera dans les charts canadiens pendant 15 semaines durant après avoir atteint le numéro 1. Au cours des deux années suivantes, elle réside au Québec et coanime l'émission Fleurs d'Amour Fleurs d'Amitié à Radio-Canada en 1968 avec Tony Roman. En 1969, elle quitte le Canada pour l'Angleterre où elle apparait chaque semaine aux côtés de Peter Cook et Dudley Moore dans le cadre de l'émission humoristique Not Only... But Also, à laquelle a notamment participé John Lennon. Elle participe aussi en tant que choriste avec les Rolling Stones sur des chansons comme You Can't Always Get What You Want et Country Honk - la version country de leur chanson Honky Tonk Women - de l'album Let It Bleed ainsi que sur leur single Honky Tonk Women. Elle a aussi travaillé avec John Lennon sur la chanson politisée Power to the People ainsi qu'avec Elton John. Elle continuera à enregistrer avec des artistes britanniques, tels que Doris Troy, Ringo Starr et Gary Wright, quoique son nom ait parfois été mal orthographié de Workman à Newman, elle se fera tout de même connaître en Europe, ainsi de l'Angleterre elle passe à la France et poursuit sa conquête. 
En 1971, Nanette est choriste de Johnny Hallyday sur l'album Flagrant délit et sur scène, notamment pour son spectacle au Palais des sports de Paris durant l'automne. En 1972, elle assume également avec le groupe Ange, la première partie du Johnny Circus. Produit par le chanteur, elle sort le 45 tours Fleur déracinée, avec en face B le duo avec Hallyday Apprendre à vivre ensemble. Cette année-là, elle a une relation avec Johnny Hallyday qui n'est pas uniquement professionnelle.
En 1975, elle signe un contrat avec le producteur Yves Martin et elle lance plusieurs disques sur étiquette «Pacha», dont les albums Lady Marmelade (1975) et Ce soir on m'invite (1976).

### 1978-1993
Par la suite, elle incarne la provocante Sadia sur le disque de l'opéra-rock Starmania, écrit par Luc Plamondon (paroles) et Michel Berger (musique). Lancé à l’automne 1978, l'album, auquel participent notamment Claude Dubois, Fabienne Thibeault et Daniel Balavoine, connait un grand succès. Nanette Workman reprend son rôle de Sadia dans une production scénique présentée à Paris pendant l'hiver 1979. Contrairement au disque, le spectacle, mis-en-scène par Tom O'Horgan, est médiocrement reçu. Nanette Workman ne participera pas aux productions subséquentes de Starmania.
Après l'épisode Starmania, Nanette Workman effectue une tournée en France aux côtés de Robert Charlebois, puis enregistre l’album Chaude, que la critique accueille favorablement.
Au début des années 1980, Nanette Workman connait un succès retentissant avec Call girl, une chanson coquine composée par Germain Gauthier sur un texte de Luc Plamondon. Dans la foulée du succès de la chanson, elle tient un petit rôle dans le film Scandale, une comédie égrillarde réalisée par George Mihalka. Call-girl est suivi, en 1983, d’un album studio simplement intitulé Nanette Workman qui suscite peu d’engouement.  
Elle a plus de chance en 1985 avec la chanson Les Années Woodstock, coécrite par Plamondon et le frère de Nanette, Billy. L'année suivante, elle revient à la comédie musicale en participant à 1926, un spectacle qui se déroule à l'époque de la prohibition et dont la mise-en-scène est assurée par Louis Saïa. Pendant la préparation de 1926, Nanette rencontre le photographe André Gagnon, qui sera un temps son compagnon de vie. 1926 reçoit un accueil médiocre et le spectacle ne sera jamais repris.
En 1987, elle est avec André Gagnon, propriétaire d'un bar connu de Montréal, le Swan. Elle est alors enceinte de son fils, Jesse. Au même moment, elle commence à travailler sur un album qui sera finalement lancé en 1990, baptisé Changement d'adresse. Serge Fiori y travaille étroitement, compose, joue la guitare acoustique et électrique, la basse et les claviers en plus de faire les chœurs et de composer toutes les chansons. Serge Locat, un autre ancien du groupe Harmonium, y joue aussi les claviers ainsi que le synthétiseur. La relation de travail, comme le rappelle la biographie de Fiori (Serge Fiori: S'enlever du chemin, 2013), évoluera vers une relation torride entre les deux artistes. Cela mènera à la fin de la relation de la chanteuse avec Gagnon.
Malgré des critiques uniformément louangeuses, Changement d'adresse ne connaîtra pas le succès escompté alors que Nanette Workman quitte Montréal lors du lancement pour se lancer dans le projet européen de La Légende de Jimmy, un nouvel opéra-rock signé par Michel Berger et Luc Plamondon dans lequel elle incarne une ancienne vedette de cinéma.  Cette fois-ci, le disque est lancé au moment où le spectacle prend l'affiche à Paris.  L’œuvre connait un succès d’estime sans s’imposer comme l’avait fait Starmania.  Nanette Workman sera la seule interprète à reprendre son rôle lorsque l'œuvre sera présentée à Montréal en 1992, elle y reprendra son rôle de La Diva.   

### Depuis 1994
En 1994, Nanette propose un nouvel album intitulé Rock & Romance. Le disque ne contient qu'une seule chanson récente, les autres étant des reprises d'anciens succès mis au goût du jour. Généralement bien accueilli par la critique et le public, Rock & Romance obtient le Félix de l'album rock de l'année. Par opposition à Rock & Romance, le disque suivant, Une A Une, est un album de chansons originales dues pour la plupart aux auteurs-compositeurs Gildas Arzel, Erick Benzi et Jacques Veneruso. L'album est enregistré à Paris.  L'accueil critique est excellent et les chansons Une à une et Le Temps de m'y faire connaissent un bon succès radiophonique. 
En 2003, Nanette produit l'album Honky Tonk Woman, elle y est accompagnée de vieux routiers du rock au québec, comme Walter Rossi et Johnny Hagopian à la guitare, Angelo Finaldi à la basse et Richard Tate à la batterie etc. Puis, la même année, elle lance l'album Vanilla Blues Café avec, entre autres l'harmoniste Jim Zeller, le chanteur Éric Lapointe, Julie Lamontagne à l'Orgue Hammond B3, Bob Stagg aussi à l'orgue Hammond, aux claviers et aux samplings, etc. 
L'album Mississipi Rolling Stone, produit en 2005, avec parmi les nombreux musiciens invités Breen Leboeuf à la basse et Steve Hill à la guitare, ne contient qu'une seule chanson en français Les années Woodstock alors que les 10 autres sont en anglais. 
En 2007, elle est honorée par le gouverneur M. Haley Barbour lors de l'ouverture du Nanette Workman French House sur le campus de l'Université d'État du Mississippi à Hattiesburg. 
En 2008 sort l'album compilation Anthologie 1975-2005, sur lequel on retrouve ses classiques Lady Marmelade, Danser Danser, Ce soir on danse à Naziland, ainsi que Beau Romeo et deux reprises, une version bluesy de la pièce de Jean Leloup I lost my baby et Hallelujah de Leonard Cohen, avec un goût de chanson gospel. 
Finalement, en 2012, elle sort l'album Just Gettin' Started, sur lequel jouent Frank Marino et Jim Ayoub (respectivement guitariste et batteur de Mahogany Rush, groupe pour lequel elle avait été choriste sur l'album Tales Of The Unexpected en 1979). Il y a aussi Steve Hill à la guitare, Jim Zeller à l'harmonica et Sass Jordan au chant. Elle y reprend, entre autres, It's All Over Now de Bobby Womack, Wild Horses des Rolling Stones ainsi que Georgia on My Mind de Hoagy Carmichael et Stuart Gorrell.

## Discographie

### Singles
- 1966 : La merveille de tout ça/Peint en noir (La face B est une adaptation de Paint It, Black des Rolling Stones)
- 1966 : Chez-moi/Et maintenant
- 1967 : Petit Homme/T'es ma vie (Avec Tony Roman)
- 1967 : Hey Joe/Ou (La face A, chanté en duo avec Tony Roman, est une adaptation française de la chanson Hey Joe)
- 1967 : You Know Where To Find Me/He Knows How
- 1967 : Et Tout Recommence (The Beat Goes On)/Je T'applaudis/Où T'en Vas-tu?/Ici, Ailleurs Ou N'importe Où' (super 45 tours)
- 1967 : The Look Of Love/I´m Going Out
- 1970 : Flying Machine/You're Wasting Your Time
- 1970 : Every Night When I Cry Myself To Sleep/Jamie
- 1970 : Let Me Be The One/To be loved
- 1971 : Everybody's Singing Like Now/Could I forget
- 1972 : Fleur déracinée / Apprendre à vivre ensemble (en duo avec Johnny Hallyday)
- 1973 : Profession Aventuriers/Heart of the city - B O du film.
- 1974 : Revoir ma maison/P.S. Oublies moi
- 1975 : Lady Marmalade/Lady Marmalade (Instrumentale)
- 1975 : Crying Crying/If it wasn't for the money
- 1975 : Pas fou/Danser Danser
- 1975 : J'ai le goût de baiser/Rappelle toi
- 1975 : Danser Danser/Baby Boom
- 1976 : The Queen/Save me
- 1976 : Too late/Save me
- 1976 : Donne Donne/C'est plate
- 1976 : Compte Sur Moi/Toutes Mes Journées Défoncée
- 1977 : Dis Moi Tout/Excuse moi
- 1977 : Je Suis Tannée/Ce n'était qu'un rêve
- 1978 : Banlieue Nord/Quand on arrive en ville (la face A est chantée par Daniel Balavoine, la face B est un duo Nanette Workman Daniel Balavoine)
- 1979 : Ce Soir On Danse A Naziland/Travesti
- 1981 : Femme à musicien/Obéis-moi
- 1982 : Call girl/Call Girl (Instrumentale)
- 1982 : Dracula/S. O. S. D'la tendresse
- 1983 : Making Love/Making Love (Instrumentale)
- 1984 : Comme Un Gigolo/Comme Un Gigolo (Instrumentale)
- 1984 : Bad Boy/Bad Boy (Instrumentale)
- 1996 : Une A Une (CD Single mono titre)
- 1996 : Une À Une/Sauve-moi (La face B est en duo avec Gildas Arzel)
- 1996 : Le Temps de m'y Faire/B.L.U.E.S
- 1996 : La Mirada Del Amor/Me Voy (CD distribué en Argentine exclusivement)
- 1996 : J'y Parviens Avec Toi/Je t'aimerai toujours

### Albums
- 1967 : Nanette (I)
- 1968 : Je Me Rétracte
- 1969 : Fleurs D'Amour, Fleurs D’Amitié (avec Tony Roman)[3]
- 1970 : Nanette (II) (Premier album en anglais)
- 1975 : Lady Marmelade - Christian Simard de Morse Code : Mellotron sur Rappelle-toi et Danser, Danser.
- 1976 : Nanette Workman (I)
- 1976 : Nanette Workman (II) (Anglais)
- 1977 : Grits And Cornbread (album produit par Lee et Johnny Hallyday)[4]
- 1977 : Nanette Workman (III)
- 1978 : Starmania
- 1979 : Satin
- 1980 : Chaude
- 1983 : Nanette Workman (IV)
- 1989 : Changement D'Adresse - Avec Serge Fiori à la guitare, au piano et claviers et à la réalisation et Serge Locat aux claviers.
- 1996 : Une A Une
- 2001 : Roots'n'Blues
- 2003 : Honky Tonk Woman - Cet album regroupe les versions anglaises de plusieurs chansons des albums vinyls "Lady Marmelade" et "Nanette Workman" parus en 1975 et 1977. Avec Walter Rossi et Johnny Hagopian aux guitares, Angelo Finaldi à la basse, etc.
- 2003 : Vanilla Blues Café - Avec Éric Lapointe, Jim Zeller, Julie Lamontagne, Jimmy James, Kevin De Souza, etc.
- 2005 : Mississippi Rolling Stone - Avec Steve Hill et Billy Workman aux guitares, Breen Lebœuf à la basse, etc. Prise de son et mixage, Serge Fiori. Aux arrangements vocaux, Michel Cusson.
- 2012 : Just Gettin' Started - Avec Frank Marino à la guitare et Jim Ayoub à la batterie de Mahogany Rush, Steve Hill à la guitare, Jim Zeller à l'harmonica, etc.

### Compilations
- 1979 : Disque d'Or
- 1999 : Danser Danser
- 2008 : Anthologie 1975-2005

### Participations
- 1969 : Honky Tonk Women/You Can't Always Get What You Want : The Rolling Stones - Single
- 1969 : Let It Bleed : The Rolling Stones - Album
- 1970 : Doris Troy : Doris Troy - Avec George Harrison, Ringo Starr, Alan White, Eric Clapton, etc.
- 1971 : Power to the People/Open your box : John Lennon Plastic Ono Band - Single - Nanette est choriste sur la face A.
- 1971 : It Don't Come Easy/Early 1970 : Ringo Starr - Single - Choriste sur la face A. Avec Gary Wright et George Harrison.
- 1971 : Footprint : Gary Wright - Avec George Harrison, Klaus Voormann, Mick Jones, Alan White, Doris Troy.
- 1971 : If You Saw Thro' My Eyes de Iain Matthews - Chœurs sur Southern Wind avec Doris Troy et Liza Strike.
- 1971 : Flagrant délit : Johnny Hallyday - choriste
- 1971 : Live at the Palais des sports : Johnny Hallyday - choriste
- 1972 : Country, Folk, Rock : Johnny Hallyday - choriste
- 1973 : Pagliaro Live : Michel Pagliaro - Duo sur Histoire d'amour.
- 1979 : Tales Of The Unexpected : Frank Marino & Mahogany Rush - Choriste sur Sister Change Avec Jim Zeller.
- 1978 : Aimer d'amour de Boule Noire - Chant sur Aimer D'Amour Chœurs sur Combien De Temps.
- 1981 : Primitif de Boule Noire - Chant sur L'Alphabet, La Musique, Super, Super Lady, Piano sur La Musique.
- 1982 : Sortie Dubois : Claude Dubois - Choriste
- 1982 : Reggae de Boule Noire - Choriste.
- 1982 : Cerrone VIII : Mark Cerrone - Choriste.
- 1985 : Les Yeux de la faim : Collectif Québec/Afrique - Single. - Chant et chœurs.
- 1993 : Brel Québec : collaboration à la compilation-hommage avec le titre Ne me quitte pas
- 1996 : Dragonfly: The Best of Frank Marino & Mahogany Rush de Frank Marino & Mahogany Rush - Compilation.

## Prestations scéniques
- 1971 : Choriste de Johnny Hallyday notamment au Palais des sports de Paris.
- 1972 : 1re partie du Johnny circus tour de Johnny Hallyday, ainsi que choriste pour le concert de Johnny.
- 1975 : Version française de Lady Marmalade
- 1979 : Starmania, interprète du rôle de Sadia
- 1990-1991 : La Légende de Jimmy de Michel Berger et Luc Plamondon, mise en scène de Jérôme Savary, au Théâtre Mogador à Paris : Créatrice du rôle de La Diva
- 2008 :  Spectacle Céline sur les Plaines à Québec, en l'honneur du 400e anniversaire de la ville. En duo avec Céline Dion pour Lady Marmalade et J'irai où tu iras de Jean-Jacques Goldman.

## Filmographie
Cinéma
- 1975 : Mustang : Barbara.
- 1982 : Scandale : joue son propre rôle.
- 1984 : Evil Judgement : April.
- 1985 : Night Magic : Pinky (voix) - De Lewis Furey sur un scénario de Leonard Cohen et Lewis Furey avec Carole Laure, Nick Mancuso, Stéphane Audran, Jim Zeller, Estelle Ste-Croix et Karen Young.
- 1997 : J'en suis ! : Sandy Klein.
- 1999 : Ladies Room : Ricki.
- 2006 : Bon Cop, Bad Cop : professeur de ballet.
- 2011 : La Run : Estelle.

Séries télévisées
- 1969 : The Benny Hill Show : Interprète une chanson
- 1986 : C. A. T. Squad : rôle non défini
- 2001 : Rivière-des-Jérémie : Sarah Blacksmith
- 2002-2003 : Catherine : Patricia (mère biologique de Catherine)
- 2003 : Nightwaves : Sally Winters

## Publication
- 1999 : Nanette, éditions Montréal Stanké  (ISBN 2760406687).

## Lauréates et nominations

### Gala de l'ADISQ
| Année | Catégorie                                                                        | Pour                                                                                    | Résultat   |
| ----- | -------------------------------------------------------------------------------- | --------------------------------------------------------------------------------------- | ---------- |
| 1979  | disque de l'année / coproduction                                                 | Starmania (avec la troupe Starmania)                                                    | lauréat    |
| 1979  | interprète féminine de l'année                                                   | Nanette Workman                                                                         | nomination |
| 1982  | 45 tours le plus vendu                                                           | Call girl                                                                               | lauréat    |
| 1982  | interprète féminine de l'année                                                   | Nanette Workman                                                                         | nomination |
| 1983  | microsillon de l'année - rock                                                    | Nanette Workman                                                                         | nomination |
| 1985  | spectacle de l'année - musique et chansons pop                                   | Du gramophone au laser (avec Jean-Pierre Ferland, Louise Portal et Marie-Claire Séguin) | nomination |
| 1990  | interprète féminine de l'année                                                   | Nanette Workman                                                                         | nomination |
| 1990  | microsillon de l'année - rock                                                    | Changement d'adresse                                                                    | nomination |
| 1991  | interprète féminine de l'année                                                   | Nanette Workman                                                                         | nomination |
| 1991  | microsillon de l'année - pop/rock                                                | La légende de Jimmy (avec Renaud Hantson, Tom Novembre et Diane Tell)                   | nomination |
| 1993  | spectacle de l'année - interprète                                                | La Légende de Jimmy (avec artistes variés)                                              | lauréat    |
| 1994  | album de l'année - rock                                                          | Rock & Romance                                                                          | lauréat    |
| 1994  | interprète féminine de l'année                                                   | Nanette Workman                                                                         | nomination |
| 1995  | spectacle de l'année - interprète                                                | Rock & Romance                                                                          | nomination |
| 1996  | album de l'année - rock                                                          | Une à une                                                                               | nomination |
| 1996  | chanson populaire de l'année                                                     | Le temps de m'y faire                                                                   | nomination |
| 1996  | interprète féminine de l'année                                                   | Nanette Workman                                                                         | nomination |
| 1997  | chanson populaire de l'année                                                     | Une à une                                                                               | nomination |
| 2001  | artiste québécois s'étant le plus illustré dans une autre langue que le français | Nanette Workman                                                                         | nomination |
| 2006  | album de l'année - anglophone                                                    | Mississippi rolling stone                                                               | nomination |

### Autre prix
- 1982 : disque d'or par Music Canada pour le single Call Girl, vendu à plus de 50 000 exemplaires[18]
- 2000 : Intronisation au Mississippi Musicians Hall of Fame dans catégorie musique populaire[19]

## Engagement caritatif
Elle participe à la Fondation Québec-Afrique (pour venir en aide à l'Éthiopie), en chantant dans le projet collectif Les Yeux de la faim en 1985.